# Union nationale des clubs universitaires
L’Union nationale des clubs universitaires (UNCU) est une structure associative créée en 1961 comme Union des clubs universitaires (UCU) afin de fédérer les clubs universitaires français.

## Préhistoire
Les premiers clubs universitaires remontent à la charnière des XIXe et XXe siècles : 
- le Sporting club universitaire de France (SCUF) en 1895 ;
- le Lyon olympique universitaire (LOU) en 1896 ;
- le Bordeaux étudiants club (BEC) en 1897 ;
- le Stade universitaire lorraine (SLUC) en 1901 ;
- le Stade nantais université club (SNUC) en 1903 ;
- le Paris université club (PUC) en 1906 ;
- le Stade universitaire lillois (LUC) en 1913.

Il faut cependant attendre le congrès de l’Union nationale des étudiants de France (UNEF) à Caen en 1931 pour voir apparaître l’Office du sport universitaire (OSU) qui structure la pratique sportive des étudiants par les étudiants à travers un club unique par ville universitaire.
En 1938, l’OSU devient l’Office du sport scolaire et universitaire (OSSU) sous l’impulsion du ministre de l’Éducation nationale Jean Zay. L’OSSU est privé de fonctionnement de 1940 à 1944. À la libération Pierre Rostini, vice-président de l’UNEF, obtient sa réintégration au sein de l’UNEF et organise en 1947 les IXes Jeux universitaires à Paris au Stade Charlety sous l’égide de l’UNEF et de l’Union internationale des étudiants (UEI).

## L’Union des clubs universitaires
En 1961, alors que l’OSU devient Association du sport scolaire et universitaire (ASSU), l’état impose aux clubs universitaires leur regroupement au sein d’une Union des clubs universitaires (UCU), créée le 22 décembre 1961. Celle-ci prend sa revanche en obtenant en 1970 la création du Service universitaire des activités physiques et sportives (SUAPS) dans le cadre de la loi d'orientation des universités d'Edgard Faure et surtout en 1978 en obtenant la séparation de l’ASSU en Union nationale du sport scolaire (UNSS) et Fédération nationale du sport universitaire (FNSU) qui adopte le sigle de Fédération française du sport universitaire (FFSU) en 2000.

## L’Union nationale des clubs universitaires
Les statuts de la FFSU ne permettant pas une authentique  représentation des étudiants et chaque sport restant sous le contrôle d’une commission technique « paritaire » dépendant largement de la fédération délégataire idoine, l’UCU devient, en 1974, l’Union nationale des clubs universitaires pour bénéficier d’une reconnaissance nationale indépendante afin de faire valoir ses exigences éthiques au sein du mouvement sportif fédéral. Pierre Rostini en assure la présidence jusqu’en 1999. L’UNCU, qui appartient au collège du sport scolaire et universitaire au Comité national olympique et sportif français (CNOSF), abandonne la notion de ville universitaire pour affilier un club par université.

## Défense d’une éthique sportive
Depuis leurs créations les clubs universitaires comptent parmi eux les clubs français les plus titrés dans les compétitions internationales et olympiques. Cependant depuis les années 1990, ils ont largement reculé dans ce domaine, l'impact de plus en plus décisif de l’argent dans le sport de haut niveau limitant leur rayonnement à celui de pourvoyeur de talents. Depuis 1984 en coopération avec l’Union des journalistes de sport en France (UJSF) l’UNCU invite en septembre chercheurs et responsables locaux ou nationaux du mouvement sportif à son « Université sportive d’été », centre de réflexion sur les problèmes contemporains du sport. Les « Cahiers de l’université sportive d’été » publiés par la Maison des sciences de l'homme d’Aquitaine (MSHA) comptent plus de 20 ouvrages.

## Présidents
- 1959-1995 : Pierre Rostini [5].
- 1995-2013 : Ernest Gibert [6].
- depuis 2013 - : Colette Andrusyszyn

## Moyens et activités
Depuis 1986 l’UNCU co-organise avec l'Union des journalistes de sport en France l’Université sportive d’été et publie depuis cette date sous forme de « Cahiers » les actes de chaque session.